# Sarah Lawrence College
Sarah Lawrence College es una universidad privada de Estados Unidos dedicada a lo que se denominan artes liberales. Se encuentra ubicado en el sur del Condado de Westchester, Nueva York, en la ciudad de Yonkers, a unos 25 km (15 millas) al norte de Manhattan.
La universidad es conocida por sus estándares académicos rigurosos, baja relación de estudiantes por facultad y cursos de estudios altamente individualizados. La escuela lleva un modelo de educación según el Sistema de Supervisión de Oxford y Cambridge, con tutoriales personalizados para cada estudiante de la facultad, que son un componente clave en todas las áreas de estudio.
La universidad enfatiza sus métodos de enseñanza, particularmente en humanidades, bellas artes y literatura, y pone un alto valor en el estudio independiente. Ocupa el puesto 57.º en la categoría de Universidades Nacionales de Artes Liberales por el 'U.S. News & World Report' y entra en la Lista Top 100 de Colegios Universitarios de los EE.UU. realizada por la revista Forbes. Sarah Lawrence también fue nombrada la institución de educación superior con los mejores profesores de todo EE. UU. por la Princeton Review en 2013.

## Historia

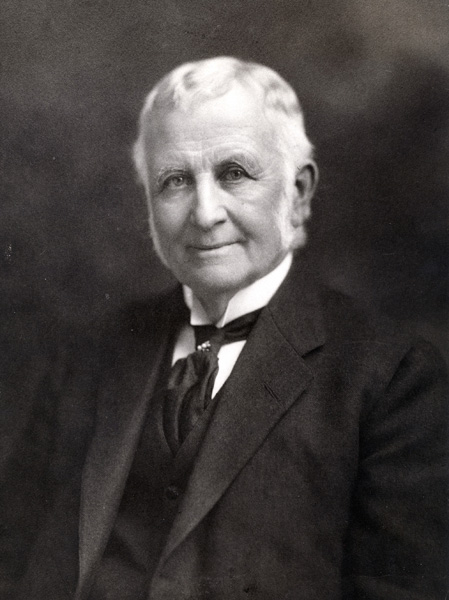
William Van Duzer Lawrence

El Sarah Lawrence College fue fundado por el magnate inmobiliario William Van Duzer Lawrence. Desde 1842 hasta 1927, estuvo radicado en los terrenos de su campus del Condado de Westchester. Recibió este nombre en honor a su esposa, Sarah Lawrence Bates (1846-1926). El Colegio fue pensado originalmente para proporcionar instrucción en artes y humanidades para mujeres. Un componente importante del plan de estudios de los primeros años del Colegio era el "descanso activo", en donde los estudiantes estaban obligados a trabajar durante ocho horas semanales en distintas actividades, como servir de modelo, taquígrafía, mecanografía, maquillaje y jardinería. Su pedagogía, inspirada en el sistema de tutorías de la Universidad de Oxford, combina proyectos de investigación independientes, supervisados individualmente por el claustro de profesores, y seminarios con baja proporción de alumnos por docente (un patrón que se conserva hasta la actualidad, a pesar de su costo).
El Sarah Lawrence fue la primera universidad en los Estados Unidos en incorporar un enfoque riguroso a las bellas artes con los principios de educación progresiva, centrándose en la primacía del profesorado y la concentración de los esfuerzos curriculares en los aspectos más relevantes de cada individuo.

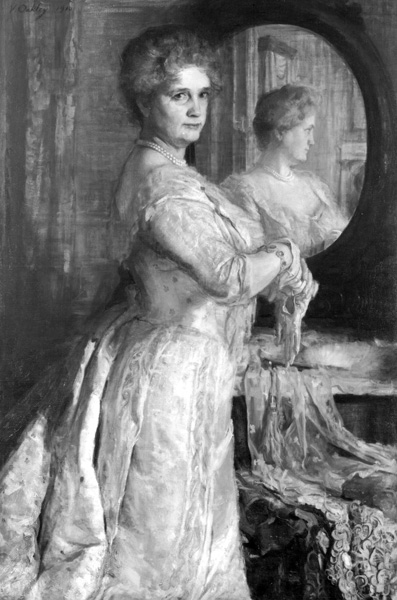
Sarah Lawrence

Además de fundar el Sarah Lawrence College, William Lawrence jugó un papel fundamental en el desarrollo de la comunidad vecina de Bronxville. Su nombre se puede encontrar en los barrios de Lawrence Park y Lawrence Park West, la Houlihan Lawrence Real Estate Corporation, y el Hospital de Lawrence en el centro de Bronxville, una institución que se creó cuando su hijo Dudley estuvo a punto de morir de camino a un hospital vecino en Nueva York. Lawrence encarna las ideas del movimiento progresista de la década de 1890, especialmente en su opinión de que las artes son un elemento crucial en la evolución social de los individuos y las familias, en el desarrollo de la sensibilidad, tanto privada como pública, y en la creación de relaciones de igualdad entre hombres y mujeres.
Harold Taylor, presidente del Sarah Lawrence College entre 1945 y 1959, influyó en gran medida en la universidad. Elegido presidente a los 30 años de edad, era amigo del filósofo de la educación John Dewey, y trabajó para emplear sus métodos pragmáticos en el Sarah Lawrence. Taylor pasó gran parte de su carrera pidiendo una reforma educativa en los Estados Unidos, con el éxito de su propia universidad como un ejemplo de las posibilidades de un enfoque personalizado, moderno y riguroso de la educación superior.
Sarah Lawrence se convirtió en una institución mixta en 1968. Antes de esta transición, hubo discusiones acerca de la reubicación de la escuela y de la fusión con la Universidad de Princeton, pero el gobierno de la institución optó por permanecer independiente.